# Rigney
Rigney, dawniej La Roche lub La Roche-sur-l'Ognon – miejscowość i gmina we Francji, w regionie Burgundia-Franche-Comté, w departamencie Doubs.
Według danych na rok 1990 gminę zamieszkiwało 346 osób, a gęstość zaludnienia wynosiła 36 osób/km² (wśród 1786 gmin Franche-Comté Rigney plasuje się na 418. miejscu pod względem liczby ludności, natomiast pod względem powierzchni na miejscu 460.).
Znajduje się tu zamek de La Roche (Château de La Roche).